# Vidhan Parishad
Vidhan Parishad còn được gọi Hội đồng Lập pháp là thượng viện của lập pháp bang trong các tiểu bang khác nhau của Ấn Độ. Tính đến năm 2014 có tổng số 7/29 tiểu bang có Hội đồng lập pháp: Andhra Pradesh, Bihar, Karnataka, Maharashtra, Telangana, và Uttar Pradesh. Chính phủ Liên bang Ấn Độ đã giải thể Hội đồng Lập pháp bang Assam ngày 28 tháng 11 năm 2013. Trong năm 2010 Quốc hội Ấn Độ thông qua đạo luật thành lập Vidhan Parishad tại Tamil Nadu, nhưng đạo luật không được thi hành do vấp phải sự phản đối của chính quyền bang. Tương tự bang Rajasthan đề nghị thành lập Vidhan Parishad Quốc hội không phê chuẩn.

## Thành viên
Vidhan Parishad là cơ quan thường trực và không bị giải thể. Mỗi đại biểu của Hội đồng có nhiệm kỳ 6 năm với điều kiện 1/3 số đại biểu được bầu so le 2 năm. Sự sắp xếp song song với Rajya Sabha.
Điều kiện trở thành đại biểu Vidhan Parishad:
- Là công dân Ấn Độ, ít nhất 30 tuổi.
- Có tinh thần ổn định và không bị phá sản.
- Không phải thành viên trong danh sách bầu cử của cơ quan hành chính hay Nghị viện lập pháp.

Số ghế trong Hội đồng không thể tối đa gấp 1/3 lần so với Nghị viện và tối thiểu 40 ghế (trừ Jammu và Kashmir có số ghế 36 do Quốc hội quy định).
Đại biểu được bầu theo hình thức:
- 1/3 được bầu bởi các cơ quan địa phương Hội đồng khu tự quản, chính quyền thành phố, Gram Sabhas, Gram Panchayats, Panchayat Samitis và Zila Parishads.
- 1/3 được bầu bởi Nghị viện lập pháp bang với ứng viên không thuộc Nghị viện.
- 1/12 được bầu bởi sinh viên tốt nghiệp 3 năm sống trong tiểu bang.
- 1/12 được bầu bởi các giảng viên hoạt động ít nhất 3 năm trong các cơ sở giáo dục công lập, và không thấp hơn trường trung cấp chuyên nghiệp, bao gồm đại học và cao đẳng.
- 1/6 được Thống đốc bang đề cử các ứng viên chuyên môn trong các lĩnh vực văn hóa, khoa học, nghệ thuật, hợp tác xã, dịch vụ xã hội.

## Danh sách Hội đồng Lập pháp
| Vidhan Parishad (Hội đồng lập pháp) | Địa điểm/Thủ phủ bang | Số ghế |
| ----------------------------------- | --------------------- | ------ |
| Andhra Pradesh                      | Hyderabad             | 58     |
| Bihar                               | Patna                 | 75     |
| Jammu and Kashmir                   | Srinagar              | 36     |
| Maharashtra                         | Mumbai                | 78     |
| Karnataka                           | Bengaluru             | 75     |
| Telangana                           | Hyderabad             | 40     |
| Uttar Pradesh                       | Lucknow               | 100    |